# Fernand Valat
Fernand Valat (* 19. Juli 1896 in Nîmes; † 25. August 1944 in Saint-Sébastien-d’Aigrefeuille, Département Gard) war ein französischer Politiker. Von 1936 bis 1942 war er Abgeordneter der Abgeordnetenkammer.

## Leben
Valat war der Sohn einer Händlerfamilie aus Alès. Nach dem Krieg arbeitete er als Lehrer in Alès und engagierte sich in der kommunistischen Bewegung. 1925 zog er für eine kommunistische Gruppierung in den Stadtrat von Alès ein und wurde zum Bürgermeister der Stadt gewählt. Kurz darauf folgte seine Wahl in den Generalrat des Départements Gard. 1936 trat er für die PCF bei den Parlamentswahlen an und schlug den bisherigen Wahlkreisabgeordneten François de Ramel. Weil er im Oktober 1939, kurz nach Ausbruch des Zweiten Weltkriegs, aus der kommunistischen Fraktion austrat, war er nicht von einem Gesetz zur Verfolgung der Kommunisten im folgenden Jahr betroffen. Er hatte sich zudem klar ablehnend gegenüber der Sowjetunion geäußert. Valat wurde zum Kollaborateur, als er im Juli 1940 für das Ermächtigungsgesetz des Vichy-Regimes stimmte. Infolgedessen wurde er bei der Befreiung Frankreichs 1944 von anderen Kommunisten ermordet.